# 米切尔·拉森
米切尔·阿龙·拉森（英語：Mitchell Aaron Larson，1976年8月5日—）是一位美國編劇和作家，曾撰寫數個動畫劇集，包括《親親麻吉》、《我的麻吉是猴子》、《神秘小鎮大冒險》、《至Q寵物屋》和最為人熟知的《彩虹小馬：友情就是魔法》等。在不同作品的謝啟中曾被稱為米奇·拉森（M.A. Larson）、M·A·拉森（Mitchell Larson）（僅在《彩虹小馬：友情就是魔法》中）、米切尔·拉森（Mitch Larson）（較少）。

## 外部連結
- 米切尔·拉森在互联网电影资料库（IMDb）上的資料（英文）
- 米切尔·拉森的X（前Twitter）